# Antraceno-1-tiol
Antraceno-1-tiol ou 1-antracenotiol é o composto orgânico com a fórmula C14H10S, SMILES C1=CC=C2C=C3C(=CC2=C1)C=CC=C3S e massa molecular 210,2959. É um derivado tiol do antraceno.